# Corea del Sur en la Copa Mundial de Fútbol de 2022
La selección de Corea del Sur fue uno de los treinta y dos equipos participantes en la Copa Mundial de Fútbol de 2022, torneo que se llevó a cabo del 20 de noviembre al 18 de diciembre en Catar.
Fue la decimoprimera participación de Corea del Sur, formó parte del Grupo H, junto a Portugal, Uruguay y Ghana. Avanzó hasta los octavos de final donde cayó eliminado ante Brasil.

## Clasificación
La selección de Corea del Sur inició su camino al mundial desde la segunda ronda de la clasificación asiática. Debido a la pandemia de covid-19 en 2020 no se disputó ningún partido, se reanudó en junio de 2021 con los encuentros restantes de la segunda ronda disputándose en una sede centralizada, en la ciudad de Goyang, Corea del Sur.

### Tabla de posiciones

#### Segunda ronda
| Selección       | Pts.     | PJ       | PG       | PE       | PP       | GF       | GC       | Dif      |
| --------------- | -------- | -------- | -------- | -------- | -------- | -------- | -------- | -------- |
| Corea del Sur   | 16       | 6        | 5        | 1        | 0        | 22       | 1        | 21       |
| Líbano          | 10       | 6        | 3        | 1        | 2        | 11       | 8        | 3        |
| Turkmenistán    | 9        | 6        | 3        | 0        | 3        | 8        | 11       | −3       |
| Sri Lanka       | 0        | 6        | 0        | 0        | 6        | 2        | 23       | −21      |
| Corea del Norte | Retirado | Retirado | Retirado | Retirado | Retirado | Retirado | Retirado | Retirado |

|  | Clasificados a la tercera ronda. |

#### Tercera ronda
| Selección              | Pts. | PJ | PG | PE | PP | GF | GC | Dif |
| ---------------------- | ---- | -- | -- | -- | -- | -- | -- | --- |
| Irán                   | 25   | 10 | 8  | 1  | 1  | 15 | 4  | 11  |
| Corea del Sur          | 23   | 10 | 7  | 2  | 1  | 13 | 3  | 10  |
| Emiratos Árabes Unidos | 12   | 10 | 3  | 3  | 4  | 7  | 7  | 0   |
| Irak                   | 9    | 10 | 1  | 6  | 3  | 5  | 12 | –6  |
| Siria                  | 6    | 10 | 1  | 3  | 6  | 9  | 16 | –7  |
| Líbano                 | 6    | 10 | 1  | 3  | 6  | 5  | 13 | –8  |

|  | Clasificados a la Copa Mundial de Fútbol de 2022. |
|  | Clasificado a la cuarta ronda.                    |

### Partidos
| Fecha                    | Lugar    | Jornada                  | Local                  | Resultado     | Visitante              |
| ------------------------ | -------- | ------------------------ | ---------------------- | ------------- | ---------------------- |
| 10 de septiembre de 2019 | Asjabad  | Segunda ronda - Fecha 2  | Turkmenistán           | 0:2 (0:1)     | Corea del Sur          |
| 10 de octubre de 2019    | Hwaseong | Segunda ronda - Fecha 3  | Corea del Sur          | 8:0 (5:0)     | Sri Lanka              |
| 15 de octubre de 2019    | Pionyang | Segunda ronda - Fecha 4  | Corea del Norte        | 0:0 → Anulado | Corea del Sur          |
| 14 de noviembre de 2019  | Beirut   | Segunda ronda - Fecha 5  | Líbano                 | 0:0           | Corea del Sur          |
| 5 de junio de 2021       | Goyang   | Segunda ronda - Fecha 7  | Corea del Sur          | 5:0 (2:0)     | Turkmenistán           |
| junio de 2021            | Goyang   | Segunda ronda - Fecha 8  | Corea del Sur          | Cancelado     | Corea del Norte        |
| 9 de junio de 2021       | Goyang   | Segunda ronda - Fecha 9  | Sri Lanka              | 0:5 (0:3)     | Corea del Sur          |
| 13 de junio de 2021      | Goyang   | Segunda ronda - Fecha 10 | Corea del Sur          | 2:1 (0:1)     | Líbano                 |
| 2 de septiembre de 2021  | Seúl     | Tercera ronda - Fecha 1  | Corea del Sur          | 0:0           | Irak                   |
| 7 de septiembre de 2021  | Suwon    | Tercera ronda - Fecha 2  | Corea del Sur          | 1:0 (0:0)     | Líbano                 |
| 7 de octubre de 2021     | Ansan    | Tercera ronda - Fecha 3  | Corea del Sur          | 2:1 (0:0)     | Siria                  |
| 12 de octubre de 2021    | Teherán  | Tercera ronda - Fecha 4  | Irán                   | 1:1 (0:0)     | Corea del Sur          |
| 11 de noviembre de 2021  | Goyang   | Tercera ronda - Fecha 5  | Corea del Sur          | 1:0 (1:0)     | Emiratos Árabes Unidos |
| 16 de noviembre de 2021  | Doha     | Tercera ronda - Fecha 6  | Irak                   | 0:3 (0:1)     | Corea del Sur          |
| 27 de enero de 2022      | Sidón    | Tercera ronda - Fecha 7  | Líbano                 | 0:1 (0:1)     | Corea del Sur          |
| 1 de febrero de 2022     | Dubái    | Tercera ronda - Fecha 8  | Siria                  | 0:2 (0:0)     | Corea del Sur          |
| 24 de marzo de 2022      | Seúl     | Tercera ronda - Fecha 9  | Corea del Sur          | 2:0 (1:0)     | Irán                   |
| 29 de marzo de 2022      | Dubái    | Tercera ronda - Fecha 10 | Emiratos Árabes Unidos | 1:0 (0:0)     | Corea del Sur          |

## Preparación

### Amistosos previos
| 2 de junio de 2022 | Corea del Sur     | 1:5 (1:2) | Brasil                                                                                         | Estadio Mundialista, Seúl                              |                                                        |
| 20:00 (UTC+9)      | - Hwang Ui-jo 31' | Reporte   | - Richarlison 7' - Neymar 42' (pen.), 57' (pen.) - Philippe Coutinho 80' - Gabriel Jesus 90+3' | Asistencia: 64 872 espectadores Árbitro(s): Ryūji Satō | Asistencia: 64 872 espectadores Árbitro(s): Ryūji Satō |

| 6 de junio de 2022 | Corea del Sur                              | 2:0 (1:0) | Chile | Estadio Mundialista, Daejeon                           |                                                        |
| 20:00 (UTC+9)      | - Hwang Hee-chan 12' - Son Heung-min 90+1' | Reporte   |       | Asistencia: 40 228 espectadores Árbitro(s): Ryūji Satō | Asistencia: 40 228 espectadores Árbitro(s): Ryūji Satō |

| 10 de junio de 2022 | Corea del Sur                              | 2:2 (0:1) | Paraguay           | Estadio Mundialista, Suwon                                 |                                                            |
| 20:00 (UTC+9)       | - Son Heung-min 66' - Jung Woo-young 90+3' | Reporte   | - Almirón 23', 49' | Asistencia: 40 28 espectadores Árbitro(s): Jeremie Pignard | Asistencia: 40 28 espectadores Árbitro(s): Jeremie Pignard |

| 14 de junio de 2022 | Corea del Sur                                                                     | 4:1 (2:1) | Egipto        | Estadio Mundialista, Seúl                                   |                                                             |
| 20:00 (UTC+9)       | - Hwang Ui-jo 16' - Kim Young-gwon 21' - Cho Gue-sung 85' - Kwon Chang-hoon 90+1' | Reporte   | - Mohamed 37' | Asistencia: 59 712 espectadores Árbitro(s): Jeremie Pignard | Asistencia: 59 712 espectadores Árbitro(s): Jeremie Pignard |

| 23 de septiembre de 2022 | Corea del Sur                            | 2:2 (1:1) | Costa Rica        | Estadio de Goyang, Goyang |                       |
| 20:00 (UTC+9)            | - Hwang Hee-chan 28' - Son Heung-min 85' | Reporte   | Bennette 41', 63' | Árbitro(s): Alex King     | Árbitro(s): Alex King |

| 27 de septiembre de 2022 | Corea del Sur     | 1:0 (1:0) | Camerún | Estadio Mundialista, Seúl |                       |
| 20:00 (UTC+9)            | Son Heung-min 35' | Reporte   |         | Árbitro(s): Alex King     | Árbitro(s): Alex King |

| 11 de noviembre de 2022 | Corea del Sur    | 1:0 (1:0) | Islandia | Hwaseong Sports Complex, Hwaseong |                                 |
| 20:00 (UTC+9)           | Song Min-kyu 33' | Reporte   |          | Asistencia: 15 274 espectadores   | Asistencia: 15 274 espectadores |

## Plantel

### Lista de convocados
Entrenador:  Paulo Bento
La lista final fue anunciada el 12 de noviembre de 2022.
| No. | Pos. | Jugador         | Fecha de nacimiento (edad)         | Apa. | Goles | Club                          |
| --- | ---- | --------------- | ---------------------------------- | ---- | ----- | ----------------------------- |
| 1   | POR  | Kim Seung-gyu   | 30 de septiembre de 1990 (32 años) | 67   | 0     | Al-Shabab Club                |
| 2   | DEF  | Yoon Jong-gyu   | 20 de marzo de 1998 (24 años)      | 4    | 0     | F. C. Seoul                   |
| 3   | DEF  | Kim Jin-su      | 13 de junio de 1992 (30 años)      | 61   | 2     | Jeonbuk Hyundai Motors F. C.  |
| 4   | DEF  | Kim Min-jae     | 15 de noviembre de 1996 (26 años)  | 44   | 3     | S. S. C. Napoli               |
| 5   | MED  | Jung Woo-young  | 14 de diciembre de 1989 (32 años)  | 66   | 3     | Al-Sadd S. C.                 |
| 6   | MED  | Hwang In-beom   | 26 de septiembre de 1996 (26 años) | 37   | 4     | Olympiakos F. C.              |
| 7   | DEL  | Son Heung-min   | 8 de julio de 1992 (30 años)       | 104  | 35    | Tottenham Hotspur F. C.       |
| 8   | MED  | Paik Seung-ho   | 17 de marzo de 1997 (25 años)      | 14   | 2     | Jeonbuk Hyundai Motors F. C.  |
| 9   | DEL  | Cho Gue-sung    | 25 de enero de 1998 (24 años)      | 16   | 4     | Jeonbuk Hyundai Motors F. C.  |
| 10  | MED  | Lee Jae-sung    | 10 de agosto de 1992 (30 años)     | 64   | 9     | 1. F. S. V. Mainz 05          |
| 11  | DEL  | Hwang Hee-chan  | 26 de enero de 1996 (26 años)      | 49   | 9     | Wolverhampton Wanderers F. C. |
| 12  | POR  | Song Bum-keun   | 15 de octubre de 1997 (25 años)    | 1    | 0     | Jeonbuk Hyundai Motors F. C.  |
| 13  | MED  | Son Jun-ho      | 12 de mayo de 1992 (30 años)       | 15   | 0     | Shandong Taishan              |
| 14  | DEF  | Hong Chul       | 17 de septiembre de 1990 (32 años) | 46   | 1     | Daegu F. C.                   |
| 15  | DEF  | Kim Moon-hwan   | 1 de agosto de 1995 (27 años)      | 22   | 0     | Jeonbuk Hyundai Motors F. C.  |
| 16  | DEL  | Hwang Ui-jo     | 28 de agosto de 1992 (30 años)     | 49   | 16    | Olympiakos F. C.              |
| 17  | MED  | Na Sang-ho      | 12 de agosto de 1996 (26 años)     | 24   | 2     | F. C. Seoul                   |
| 18  | MED  | Lee Kang-in     | 19 de febrero de 2001 (21 años)    | 6    | 0     | R. C. D. Mallorca             |
| 19  | DEF  | Kim Young-gwon  | 27 de febrero de 1990 (32 años)    | 96   | 6     | Ulsan Hyundai F. C.           |
| 20  | DEF  | Kwon Kyung-won  | 31 de enero de 1992 (30 años)      | 28   | 2     | Gamba Osaka                   |
| 21  | POR  | Jo Hyeon-woo    | 25 de septiembre de 1991 (31 años) | 22   | 0     | Ulsan Hyundai F. C.           |
| 22  | MED  | Kwon Chang-hoon | 30 de junio de 1994 (28 años)      | 42   | 12    | Gimcheon Sangmu F. C.         |
| 23  | DEF  | Kim Tae-hwan    | 24 de julio de 1989 (33 años)      | 19   | 0     | Ulsan Hyundai F. C.           |
| 24  | DEF  | Cho Yu-min      | 17 de noviembre de 1996 (26 años)  | 4    | 0     | Daejeon Hana Citizen F. C.    |
| 25  | MED  | Jeong Woo-yeong | 20 de septiembre de 1999 (23 años) | 9    | 2     | S. C. Friburgo                |
| 26  | MED  | Song Min-kyu    | 12 de septiembre de 1999 (23 años) | 13   | 1     | Jeonbuk Hyundai Motors F. C.  |

## Participación
- Los horarios son correspondientes a la hora local de Catar (UTC+3).

### Partidos
| Fecha           | Lugar | Instancia        | Local         |                          | Resultado |                          | Visitante     |
| --------------- | ----- | ---------------- | ------------- | ------------------------ | --------- | ------------------------ | ------------- |
| 24 de noviembre | Rayán | Fase de grupos   | Uruguay       | Bandera de Uruguay       | 0:0       | Bandera de Corea del Sur | Corea del Sur |
| 28 de noviembre | Rayán | Fase de grupos   | Corea del Sur | Bandera de Corea del Sur | 2:3 (0:2) | Bandera de Ghana         | Ghana         |
| 2 de diciembre  | Rayán | Fase de grupos   | Corea del Sur | Bandera de Corea del Sur | 2:1 (1:1) | Bandera de Portugal      | Portugal      |
| 5 de diciembre  | Doha  | Octavos de final | Brasil        | Bandera de Brasil        | 4:1 (4:0) | Bandera de Corea del Sur | Corea del Sur |

### Fase de grupos - Grupo H
| Selección     | Pts | PJ | PG | PE | PP | GF | GC | Dif |
| ------------- | --- | -- | -- | -- | -- | -- | -- | --- |
| Portugal      | 6   | 3  | 2  | 0  | 1  | 6  | 4  | +2  |
| Corea del Sur | 4   | 3  | 1  | 1  | 1  | 4  | 4  | 0   |
| Uruguay       | 4   | 3  | 1  | 1  | 1  | 2  | 2  | 0   |
| Ghana         | 3   | 3  | 1  | 0  | 2  | 5  | 7  | –2  |

|  | Clasificados a los octavos de final. |

#### Uruguay vs. Corea del Sur
| 24 de noviembre | Uruguay | 0:0     | Corea del Sur | Estadio Ciudad de la Educación, Rayán                                          |                                                                                |
| 16:00           |         | Reporte |               | Asistencia: 41 663 espectadores Árbitro(s): Clément Turpin VAR: Jérôme Brisard | Asistencia: 41 663 espectadores Árbitro(s): Clément Turpin VAR: Jérôme Brisard |

| 23         | Guardameta     | Sergio Rochet      |     |
| 22         | Defensa        | Martín Cáceres     |     |
| 3          | Defensa        | Diego Godín        |     |
| 2          | Defensa        | José María Giménez |     |
| 16         | Defensa        | Mathías Olivera    | 79' |
| 15         | Centrocampista | Federico Valverde  |     |
| 5          | Centrocampista | Matías Vecino      | 78' |
| 6          | Centrocampista | Rodrigo Bentancur  |     |
| 8          | Delantero      | Facundo Pellistri  | 88' |
| 9          | Delantero      | Luis Suárez        | 64' |
| 11         | Delantero      | Darwin Núñez       |     |
| Entrenador | Entrenador     | Diego Alonso       |     |

| 1          | Guardameta     | Kim Seung-gyu  |     |
| 15         | Defensa        | Kim Moon-hwan  |     |
| 4          | Defensa        | Kim Min-jae    |     |
| 19         | Defensa        | Kim Young-gwon |     |
| 3          | Defensa        | Kim Jin-su     |     |
| 6          | Centrocampista | Hwang In-beom  |     |
| 5          | Centrocampista | Jung Woo-young |     |
| 17         | Centrocampista | Na Sang-ho     | 75' |
| 10         | Centrocampista | Lee Jae-sung   | 75' |
| 7          | Centrocampista | Son Heung-min  |     |
| 16         | Delantero      | Hwang Ui-jo    | 74' |
| Entrenador | Entrenador     | Paulo Bento    |     |

| 21 | Delantero      | Edinson Cavani     | 64' |
| 7  | Centrocampista | Nicolás de la Cruz | 78' |
| 17 | Defensa        | Matías Viña        | 79' |
| 13 | Defensa        | Guillermo Varela   | 88' |

| 9  | Delantero      | Cho Gue-sung | 74' |
| 13 | Centrocampista | Son Jun-ho   | 75' |
| 18 | Centrocampista | Lee Kang-in  | 75' |

| Amonestado | 57'   | Martín Cáceres   |
| Amonestado | 90+7' | Guillermo Varela |

| Amonestado | 88' | Cho Gue-sung |

| Árbitro             | Clément Turpin   |
| Árbitros asistentes | Nicolas Danos    |
| Árbitros asistentes | Cyril Gringore   |
| Cuarto árbitro      | István Kovács    |
| Quinto árbitro      | Vasile Marinescu |
| VAR                 | Jérôme Brisard   |
| Adicionales VAR     | Benoît Millot    |
| Adicionales VAR     | Djibril Camara   |
| Adicionales VAR     | Rédouane Jiyed   |
| Adicionales VAR     | Rafael Foltyn    |

| 23         | Guardameta     | Sergio Rochet      |     |
| 22         | Defensa        | Martín Cáceres     |     |
| 3          | Defensa        | Diego Godín        |     |
| 2          | Defensa        | José María Giménez |     |
| 16         | Defensa        | Mathías Olivera    | 79' |
| 15         | Centrocampista | Federico Valverde  |     |
| 5          | Centrocampista | Matías Vecino      | 78' |
| 6          | Centrocampista | Rodrigo Bentancur  |     |
| 8          | Delantero      | Facundo Pellistri  | 88' |
| 9          | Delantero      | Luis Suárez        | 64' |
| 11         | Delantero      | Darwin Núñez       |     |
| Entrenador | Entrenador     | Diego Alonso       |     |

| 1          | Guardameta     | Kim Seung-gyu  |     |
| 15         | Defensa        | Kim Moon-hwan  |     |
| 4          | Defensa        | Kim Min-jae    |     |
| 19         | Defensa        | Kim Young-gwon |     |
| 3          | Defensa        | Kim Jin-su     |     |
| 6          | Centrocampista | Hwang In-beom  |     |
| 5          | Centrocampista | Jung Woo-young |     |
| 17         | Centrocampista | Na Sang-ho     | 75' |
| 10         | Centrocampista | Lee Jae-sung   | 75' |
| 7          | Centrocampista | Son Heung-min  |     |
| 16         | Delantero      | Hwang Ui-jo    | 74' |
| Entrenador | Entrenador     | Paulo Bento    |     |

| 21 | Delantero      | Edinson Cavani     | 64' |
| 7  | Centrocampista | Nicolás de la Cruz | 78' |
| 17 | Defensa        | Matías Viña        | 79' |
| 13 | Defensa        | Guillermo Varela   | 88' |

| 9  | Delantero      | Cho Gue-sung | 74' |
| 13 | Centrocampista | Son Jun-ho   | 75' |
| 18 | Centrocampista | Lee Kang-in  | 75' |

| Amonestado | 57'   | Martín Cáceres   |
| Amonestado | 90+7' | Guillermo Varela |

| Amonestado | 88' | Cho Gue-sung |

| Árbitro             | Clément Turpin   |
| Árbitros asistentes | Nicolas Danos    |
| Árbitros asistentes | Cyril Gringore   |
| Cuarto árbitro      | István Kovács    |
| Quinto árbitro      | Vasile Marinescu |
| VAR                 | Jérôme Brisard   |
| Adicionales VAR     | Benoît Millot    |
| Adicionales VAR     | Djibril Camara   |
| Adicionales VAR     | Rédouane Jiyed   |
| Adicionales VAR     | Rafael Foltyn    |

| \| Estadísticas \| \| \| \| Tiros \| 10 \| 7 \| \| Tiros a puerta \| 1 \| 0 \| \| Faltas \| 7 \| 10 \| \| Saques de esquina \| 4 \| 3 \| \| Penaltis \| 0 \| 0 \| \| Fueras de juego \| 1 \| 0 \| \| Posesión de balón \| 56% \| 44% \| | Alineación inicial |                          |
| Estadísticas | Bandera de Uruguay | Bandera de Corea del Sur |
| Tiros | 10                 | 7                        |
| Tiros a puerta | 1                  | 0                        |
| Faltas | 7                  | 10                       |
| Saques de esquina | 4                  | 3                        |
| Penaltis | 0                  | 0                        |
| Fueras de juego | 1                  | 0                        |
| Posesión de balón | 56%                | 44%                      |

#### Corea del Sur vs. Ghana
| 28 de noviembre | Corea del Sur         | 2:3 (0:2) | Ghana                         | Estadio Ciudad de la Educación, Rayán                                              |                                                                                    |
| 16:00           | Cho Gue-sung 58', 61' | Reporte   | - Salisu 24' - Kudus 34', 68' | Asistencia: 43 983 espectadores Árbitro(s): Anthony Taylor VAR: Tomasz Kwiatkowski | Asistencia: 43 983 espectadores Árbitro(s): Anthony Taylor VAR: Tomasz Kwiatkowski |

| 1          | Guardameta     | Kim Seung-gyu   |       |
| 15         | Defensa        | Kim Moon-hwan   |       |
| 4          | Defensa        | Kim Min-jae     | 90+2' |
| 19         | Defensa        | Kim Young-gwon  |       |
| 3          | Defensa        | Kim Jin-su      |       |
| 6          | Centrocampista | Hwang In-beom   |       |
| 5          | Centrocampista | Jung Woo-young  | 79'   |
| 22         | Centrocampista | Kwon Chang-hoon | 57'   |
| 25         | Centrocampista | Jeong Woo-yeong | 46'   |
| 7          | Centrocampista | Son Heung-min   |       |
| 9          | Delantero      | Cho Gue-sung    |       |
| Entrenador | Entrenador     | Paulo Bento     |       |

| 1          | Guardameta     | Lawrence Ati-Zigi |     |
| 2          | Defensa        | Tariq Lamptey     | 79' |
| 18         | Defensa        | Daniel Amartey    |     |
| 4          | Defensa        | Mohammed Salisu   |     |
| 14         | Defensa        | Gideon Mensah     | 88' |
| 5          | Centrocampista | Thomas Partey     |     |
| 21         | Centrocampista | Salis Abdul Samed |     |
| 20         | Centrocampista | Mohammed Kudus    | 83' |
| 10         | Delantero      | André Ayew        | 78' |
| 19         | Delantero      | Iñaki Williams    |     |
| 9          | Delantero      | Jordan Ayew       | 79' |
| Entrenador | Entrenador     | Otto Addo         |     |

| 17 | Centrocampista | Na Sang-ho     | 46'   |
| 18 | Centrocampista | Lee Kang-in    | 57'   |
| 16 | Delantero      | Hwang Ui-jo    | 79'   |
| 20 | Defensa        | Kwon Kyung-won | 90+2' |

| 8  | Centrocampista | Daniel-Kofi Kyereh | 78' |
| 3  | Defensa        | Denis Odoi         | 79' |
| 22 | Centrocampista | Kamaldeen Sulemana | 79' |
| 23 | Defensa        | Alexander Djiku    | 83' |
| 17 | Defensa        | Baba Rahman        | 88' |

| Anotado | 58' | Cho Gue-sung | 1–2 |
| Anotado | 61' | Cho Gue-sung | 2–2 |

| Anotado | 24' | Mohammed Salisu | 1–0 |
| Anotado | 34' | Mohammed Kudus  | 2–0 |
| Anotado | 68' | Mohammed Kudus  | 2–3 |

| Amonestado | 27' | Jung Woo-young |
| Amonestado | 77' | Kim Young-gwon |

| Amonestado | 21' | Daniel Amartey |
| Amonestado | 73' | Tariq Lamptey  |

| Árbitro             | Anthony Taylor                     |
| Árbitros asistentes | Gary Beswick                       |
| Árbitros asistentes | Adam Nunn                          |
| Cuarto árbitro      | Kevin Ortega                       |
| Quinto árbitro      | Michael Orué                       |
| VAR                 | Tomasz Kwiatkowski                 |
| Adicionales VAR     | Alejandro José Hernández Hernández |
| Adicionales VAR     | Kyle Atkins                        |
| Adicionales VAR     | Ricardo de Burgos Bengoetxea       |
| Adicionales VAR     | Corey Parker                       |

| 1          | Guardameta     | Kim Seung-gyu   |       |
| 15         | Defensa        | Kim Moon-hwan   |       |
| 4          | Defensa        | Kim Min-jae     | 90+2' |
| 19         | Defensa        | Kim Young-gwon  |       |
| 3          | Defensa        | Kim Jin-su      |       |
| 6          | Centrocampista | Hwang In-beom   |       |
| 5          | Centrocampista | Jung Woo-young  | 79'   |
| 22         | Centrocampista | Kwon Chang-hoon | 57'   |
| 25         | Centrocampista | Jeong Woo-yeong | 46'   |
| 7          | Centrocampista | Son Heung-min   |       |
| 9          | Delantero      | Cho Gue-sung    |       |
| Entrenador | Entrenador     | Paulo Bento     |       |

| 1          | Guardameta     | Lawrence Ati-Zigi |     |
| 2          | Defensa        | Tariq Lamptey     | 79' |
| 18         | Defensa        | Daniel Amartey    |     |
| 4          | Defensa        | Mohammed Salisu   |     |
| 14         | Defensa        | Gideon Mensah     | 88' |
| 5          | Centrocampista | Thomas Partey     |     |
| 21         | Centrocampista | Salis Abdul Samed |     |
| 20         | Centrocampista | Mohammed Kudus    | 83' |
| 10         | Delantero      | André Ayew        | 78' |
| 19         | Delantero      | Iñaki Williams    |     |
| 9          | Delantero      | Jordan Ayew       | 79' |
| Entrenador | Entrenador     | Otto Addo         |     |

| 17 | Centrocampista | Na Sang-ho     | 46'   |
| 18 | Centrocampista | Lee Kang-in    | 57'   |
| 16 | Delantero      | Hwang Ui-jo    | 79'   |
| 20 | Defensa        | Kwon Kyung-won | 90+2' |

| 8  | Centrocampista | Daniel-Kofi Kyereh | 78' |
| 3  | Defensa        | Denis Odoi         | 79' |
| 22 | Centrocampista | Kamaldeen Sulemana | 79' |
| 23 | Defensa        | Alexander Djiku    | 83' |
| 17 | Defensa        | Baba Rahman        | 88' |

| Anotado | 58' | Cho Gue-sung | 1–2 |
| Anotado | 61' | Cho Gue-sung | 2–2 |

| Anotado | 24' | Mohammed Salisu | 1–0 |
| Anotado | 34' | Mohammed Kudus  | 2–0 |
| Anotado | 68' | Mohammed Kudus  | 2–3 |

| Amonestado | 27' | Jung Woo-young |
| Amonestado | 77' | Kim Young-gwon |

| Amonestado | 21' | Daniel Amartey |
| Amonestado | 73' | Tariq Lamptey  |

| Árbitro             | Anthony Taylor                     |
| Árbitros asistentes | Gary Beswick                       |
| Árbitros asistentes | Adam Nunn                          |
| Cuarto árbitro      | Kevin Ortega                       |
| Quinto árbitro      | Michael Orué                       |
| VAR                 | Tomasz Kwiatkowski                 |
| Adicionales VAR     | Alejandro José Hernández Hernández |
| Adicionales VAR     | Kyle Atkins                        |
| Adicionales VAR     | Ricardo de Burgos Bengoetxea       |
| Adicionales VAR     | Corey Parker                       |

| \| Estadísticas \| \| \| \| Tiros \| 22 \| 7 \| \| Tiros a puerta \| 7 \| 3 \| \| Faltas \| 13 \| 9 \| \| Saques de esquina \| 12 \| 5 \| \| Penaltis \| 0 \| 0 \| \| Fueras de juego \| 1 \| 1 \| \| Posesión de balón \| 64% \| 36% \| | Alineación inicial       |                  |
| Estadísticas | Bandera de Corea del Sur | Bandera de Ghana |
| Tiros | 22                       | 7                |
| Tiros a puerta | 7                        | 3                |
| Faltas | 13                       | 9                |
| Saques de esquina | 12                       | 5                |
| Penaltis | 0                        | 0                |
| Fueras de juego | 1                        | 1                |
| Posesión de balón | 64%                      | 36%              |

#### Corea del Sur vs. Portugal
| 2 de diciembre | Corea del Sur                               | 2:1 (1:1) | Portugal | Estadio Ciudad de la Educación, Rayán                                        |                                                                              |
| 18:00          | - Kim Young-gwon 27' - Hwang Hee-chan 90+1' | Reporte   | Horta 5' | Asistencia: 44 097 espectadores Árbitro(s): Facundo Tello VAR: Nicolás Gallo | Asistencia: 44 097 espectadores Árbitro(s): Facundo Tello VAR: Nicolás Gallo |

| 1          | Guardameta     | Kim Seung-gyu  |       |
| 15         | Defensa        | Kim Moon-hwan  |       |
| 20         | Defensa        | Kwon Kyung-won |       |
| 19         | Defensa        | Kim Young-gwon | 81'   |
| 3          | Defensa        | Kim Jin-su     |       |
| 5          | Centrocampista | Jung Woo-young |       |
| 6          | Centrocampista | Hwang In-beom  |       |
| 18         | Centrocampista | Lee Kang-in    | 81'   |
| 10         | Centrocampista | Lee Jae-sung   | 66'   |
| 7          | Centrocampista | Son Heung-min  |       |
| 9          | Delantero      | Cho Gue-sung   | 90+3' |
| Entrenador | Entrenador     | Paulo Bento    |       |

| 22         | Guardameta     | Diogo Costa       |     |
| 2          | Defensa        | Diogo Dalot       |     |
| 3          | Defensa        | Pepe              |     |
| 24         | Defensa        | António Silva     |     |
| 20         | Defensa        | João Cancelo      |     |
| 23         | Centrocampista | Matheus Nunes     | 65' |
| 18         | Centrocampista | Rúben Neves       | 65' |
| 16         | Centrocampista | Vitinha           | 81' |
| 17         | Delantero      | João Mário        | 82' |
| 7          | Delantero      | Cristiano Ronaldo | 65' |
| 21         | Delantero      | Ricardo Horta     |     |
| Entrenador | Entrenador     | Fernando Santos   |     |

| 11 | Delantero      | Hwang Hee-chan | 66'   |
| 13 | Centrocampista | Son Jun-ho     | 81'   |
| 16 | Delantero      | Hwang Ui-jo    | 81'   |
| 24 | Defensa        | Cho Yu-min     | 90+3' |

| 6  | Centrocampista | João Palhinha    | 65' |
| 15 | Delantero      | Rafael Leão      | 65' |
| 9  | Delantero      | André Silva      | 65' |
| 10 | Centrocampista | Bernardo Silva   | 81' |
| 20 | Defensa        | William Carvalho | 82' |

| Anotado | 27'   | Kim Young-gwon | 1–1 |
| Anotado | 90+1' | Hwang Hee-chan | 2–1 |

| Anotado | 5' | Ricardo Horta | 0–1 |

| Amonestado | 36'   | Lee Kang-in    |
| Amonestado | 90+2' | Hwang Hee-chan |

| Árbitro             | Facundo Tello       |
| Árbitros asistentes | Ezequiel Brailovsky |
| Árbitros asistentes | Gabriel Chade       |
| Cuarto árbitro      | Maguette N'Diaye    |
| Quinto árbitro      | Djibril Camara      |
| VAR                 | Nicolás Gallo       |
| Adicionales VAR     | Juan Soto           |
| Adicionales VAR     | Bruno Boschilia     |
| Adicionales VAR     | Armando Villarreal  |
| Adicionales VAR     | Bruno Pires         |

| 1          | Guardameta     | Kim Seung-gyu  |       |
| 15         | Defensa        | Kim Moon-hwan  |       |
| 20         | Defensa        | Kwon Kyung-won |       |
| 19         | Defensa        | Kim Young-gwon | 81'   |
| 3          | Defensa        | Kim Jin-su     |       |
| 5          | Centrocampista | Jung Woo-young |       |
| 6          | Centrocampista | Hwang In-beom  |       |
| 18         | Centrocampista | Lee Kang-in    | 81'   |
| 10         | Centrocampista | Lee Jae-sung   | 66'   |
| 7          | Centrocampista | Son Heung-min  |       |
| 9          | Delantero      | Cho Gue-sung   | 90+3' |
| Entrenador | Entrenador     | Paulo Bento    |       |

| 22         | Guardameta     | Diogo Costa       |     |
| 2          | Defensa        | Diogo Dalot       |     |
| 3          | Defensa        | Pepe              |     |
| 24         | Defensa        | António Silva     |     |
| 20         | Defensa        | João Cancelo      |     |
| 23         | Centrocampista | Matheus Nunes     | 65' |
| 18         | Centrocampista | Rúben Neves       | 65' |
| 16         | Centrocampista | Vitinha           | 81' |
| 17         | Delantero      | João Mário        | 82' |
| 7          | Delantero      | Cristiano Ronaldo | 65' |
| 21         | Delantero      | Ricardo Horta     |     |
| Entrenador | Entrenador     | Fernando Santos   |     |

| 11 | Delantero      | Hwang Hee-chan | 66'   |
| 13 | Centrocampista | Son Jun-ho     | 81'   |
| 16 | Delantero      | Hwang Ui-jo    | 81'   |
| 24 | Defensa        | Cho Yu-min     | 90+3' |

| 6  | Centrocampista | João Palhinha    | 65' |
| 15 | Delantero      | Rafael Leão      | 65' |
| 9  | Delantero      | André Silva      | 65' |
| 10 | Centrocampista | Bernardo Silva   | 81' |
| 20 | Defensa        | William Carvalho | 82' |

| Anotado | 27'   | Kim Young-gwon | 1–1 |
| Anotado | 90+1' | Hwang Hee-chan | 2–1 |

| Anotado | 5' | Ricardo Horta | 0–1 |

| Amonestado | 36'   | Lee Kang-in    |
| Amonestado | 90+2' | Hwang Hee-chan |

| Árbitro             | Facundo Tello       |
| Árbitros asistentes | Ezequiel Brailovsky |
| Árbitros asistentes | Gabriel Chade       |
| Cuarto árbitro      | Maguette N'Diaye    |
| Quinto árbitro      | Djibril Camara      |
| VAR                 | Nicolás Gallo       |
| Adicionales VAR     | Juan Soto           |
| Adicionales VAR     | Bruno Boschilia     |
| Adicionales VAR     | Armando Villarreal  |
| Adicionales VAR     | Bruno Pires         |

| \| Estadísticas \| \| \| \| Tiros \| 13 \| 13 \| \| Tiros a puerta \| 6 \| 6 \| \| Faltas \| 9 \| 10 \| \| Saques de esquina \| 5 \| 4 \| \| Penaltis \| 0 \| 0 \| \| Fueras de juego \| 1 \| 5 \| \| Posesión de balón \| 38% \| 62% \| | Alineación inicial       |                     |
| Estadísticas | Bandera de Corea del Sur | Bandera de Portugal |
| Tiros | 13                       | 13                  |
| Tiros a puerta | 6                        | 6                   |
| Faltas | 9                        | 10                  |
| Saques de esquina | 5                        | 4                   |
| Penaltis | 0                        | 0                   |
| Fueras de juego | 1                        | 5                   |
| Posesión de balón | 38%                      | 62%                 |

### Octavos de final

#### Brasil vs. Corea del Sur
| 5 de diciembre | Brasil                                                            | 4:1 (4:0) | Corea del Sur     | Estadio 974, Doha                                                              |                                                                                |
| 22:00          | - Vinícius 7' - Neymar 13' (pen.) - Richarlison 29' - Paquetá 36' | Reporte   | Paik Seung-ho 76' | Asistencia: 43 847 espectadores Árbitro(s): Clément Turpin VAR: Jérôme Brisard | Asistencia: 43 847 espectadores Árbitro(s): Clément Turpin VAR: Jérôme Brisard |

| 1          | Guardameta     | Alisson         | 80' |
| 14         | Defensa        | Éder Militão    | 63' |
| 4          | Defensa        | Marquinhos      |     |
| 3          | Defensa        | Thiago Silva    |     |
| 2          | Defensa        | Danilo          | 72' |
| 5          | Centrocampista | Casemiro        |     |
| 7          | Centrocampista | Lucas Paquetá   |     |
| 11         | Centrocampista | Raphinha        |     |
| 10         | Centrocampista | Neymar          | 81' |
| 20         | Centrocampista | Vinícius Júnior | 72' |
| 9          | Delantero      | Richarlison     |     |
| Entrenador | Entrenador     | Tite            |     |

| 1          | Guardameta     | Kim Seung-gyu  |     |
| 15         | Defensa        | Kim Moon-hwan  |     |
| 4          | Defensa        | Kim Min-jae    |     |
| 19         | Defensa        | Kim Young-gwon |     |
| 3          | Defensa        | Kim Jin-su     | 46' |
| 10         | Centrocampista | Lee Jae-sung   | 74' |
| 5          | Centrocampista | Jung Woo-young | 46' |
| 6          | Centrocampista | Hwang In-beom  | 65' |
| 11         | Centrocampista | Hwang Hee-chan |     |
| 9          | Delantero      | Cho Gue-sung   | 80' |
| 7          | Delantero      | Son Heung-min  |     |
| Entrenador | Entrenador     | Paulo Bento    |     |

| 13 | Defensa    | Dani Alves         | 63' |
| 24 | Defensa    | Bremer             | 72' |
| 26 | Delantero  | Gabriel Martinelli | 72' |
| 12 | Guardameta | Weverton           | 80' |
| 21 | Delantero  | Rodrygo            | 81' |

| 14 | Defensa        | Hong Chul     | 46' |
| 13 | Centrocampista | Son Jun-ho    | 46' |
| 8  | Centrocampista | Paik Seung-ho | 65' |
| 18 | Centrocampista | Lee Kang-in   | 74' |
| 16 | Delantero      | Hwang Ui-jo   | 80' |

| Anotado         | 7'  | Vinícius Júnior | 1–0 |
| Anotado · Penal | 13' | Neymar          | 2–0 |
| Anotado         | 29' | Richarlison     | 3–0 |
| Anotado         | 36' | Lucas Paquetá   | 4–0 |

| Anotado | 76' | Paik Seung-ho | 4–1 |

| Amonestado | 44' | Jung Woo-young |

| Árbitro             | Clément Turpin                     |
| Árbitros asistentes | Nicolas Danos                      |
| Árbitros asistentes | Cyril Gringore                     |
| Cuarto árbitro      | Slavko Vinčić                      |
| Quinto árbitro      | Tomaž Klančnik                     |
| VAR                 | Jérôme Brisard                     |
| Adicionales VAR     | Alejandro José Hernández Hernández |
| Adicionales VAR     | Roberto Díaz Pérez del Palomar     |
| Adicionales VAR     | Benoît Millot                      |
| Adicionales VAR     | Anton Shchetinin                   |

| 1          | Guardameta     | Alisson         | 80' |
| 14         | Defensa        | Éder Militão    | 63' |
| 4          | Defensa        | Marquinhos      |     |
| 3          | Defensa        | Thiago Silva    |     |
| 2          | Defensa        | Danilo          | 72' |
| 5          | Centrocampista | Casemiro        |     |
| 7          | Centrocampista | Lucas Paquetá   |     |
| 11         | Centrocampista | Raphinha        |     |
| 10         | Centrocampista | Neymar          | 81' |
| 20         | Centrocampista | Vinícius Júnior | 72' |
| 9          | Delantero      | Richarlison     |     |
| Entrenador | Entrenador     | Tite            |     |

| 1          | Guardameta     | Kim Seung-gyu  |     |
| 15         | Defensa        | Kim Moon-hwan  |     |
| 4          | Defensa        | Kim Min-jae    |     |
| 19         | Defensa        | Kim Young-gwon |     |
| 3          | Defensa        | Kim Jin-su     | 46' |
| 10         | Centrocampista | Lee Jae-sung   | 74' |
| 5          | Centrocampista | Jung Woo-young | 46' |
| 6          | Centrocampista | Hwang In-beom  | 65' |
| 11         | Centrocampista | Hwang Hee-chan |     |
| 9          | Delantero      | Cho Gue-sung   | 80' |
| 7          | Delantero      | Son Heung-min  |     |
| Entrenador | Entrenador     | Paulo Bento    |     |

| 13 | Defensa    | Dani Alves         | 63' |
| 24 | Defensa    | Bremer             | 72' |
| 26 | Delantero  | Gabriel Martinelli | 72' |
| 12 | Guardameta | Weverton           | 80' |
| 21 | Delantero  | Rodrygo            | 81' |

| 14 | Defensa        | Hong Chul     | 46' |
| 13 | Centrocampista | Son Jun-ho    | 46' |
| 8  | Centrocampista | Paik Seung-ho | 65' |
| 18 | Centrocampista | Lee Kang-in   | 74' |
| 16 | Delantero      | Hwang Ui-jo   | 80' |

| Anotado         | 7'  | Vinícius Júnior | 1–0 |
| Anotado · Penal | 13' | Neymar          | 2–0 |
| Anotado         | 29' | Richarlison     | 3–0 |
| Anotado         | 36' | Lucas Paquetá   | 4–0 |

| Anotado | 76' | Paik Seung-ho | 4–1 |

| Amonestado | 44' | Jung Woo-young |

| Árbitro             | Clément Turpin                     |
| Árbitros asistentes | Nicolas Danos                      |
| Árbitros asistentes | Cyril Gringore                     |
| Cuarto árbitro      | Slavko Vinčić                      |
| Quinto árbitro      | Tomaž Klančnik                     |
| VAR                 | Jérôme Brisard                     |
| Adicionales VAR     | Alejandro José Hernández Hernández |
| Adicionales VAR     | Roberto Díaz Pérez del Palomar     |
| Adicionales VAR     | Benoît Millot                      |
| Adicionales VAR     | Anton Shchetinin                   |

| \| Estadísticas \| \| \| \| Tiros \| 18 \| 8 \| \| Tiros a puerta \| 9 \| 6 \| \| Faltas \| 8 \| 13 \| \| Saques de esquina \| 5 \| 4 \| \| Penaltis \| 1 \| 0 \| \| Fueras de juego \| 0 \| 5 \| \| Posesión de balón \| 54% \| 46% \| | Alineación inicial |                          |
| Estadísticas | Bandera de Brasil  | Bandera de Corea del Sur |
| Tiros | 18                 | 8                        |
| Tiros a puerta | 9                  | 6                        |
| Faltas | 8                  | 13                       |
| Saques de esquina | 5                  | 4                        |
| Penaltis | 1                  | 0                        |
| Fueras de juego | 0                  | 5                        |
| Posesión de balón | 54%                | 46%                      |

## Estadísticas

### Participación de jugadores
| N.° | Pos        | Jugador       | PJ | Minutos jugados | Goles recibidos | Atajos | Tarjetas amarillas | Doble tarjeta amarilla y roja | Tarjetas rojas |
| --- | ---------- | ------------- | -- | --------------- | --------------- | ------ | ------------------ | ----------------------------- | -------------- |
| 1   | Guardameta | Kim Seung-gyu | 4  | 360             | 8               | 11     | 0                  | 0                             | 0              |
| 12  | Guardameta | Song Bum-keun | 0  | 0               | 0               | 0      | 0                  | 0                             | 0              |
| 21  | Guardameta | Jo Hyeon-woo  | 0  | 0               | 0               | 0      | 0                  | 0                             | 0              |

| N.° | Pos            | Jugador         | PJ | Minutos jugados | Goles | Asistencias | Tarjetas Amarillas | Doble tarjeta amarilla y roja | Tarjetas rojas |
| --- | -------------- | --------------- | -- | --------------- | ----- | ----------- | ------------------ | ----------------------------- | -------------- |
| 2   | Defensa        | Yoon Jong-gyu   | 0  | 0               | 0     | 0           | 0                  | 0                             | 0              |
| 3   | Defensa        | Kim Jin-su      | 4  | 360             | 0     | 1           | 0                  | 0                             | 0              |
| 4   | Defensa        | Kim Min-jae     | 3  | 270             | 0     | 0           | 0                  | 0                             | 0              |
| 5   | Centrocampista | Jung Woo-young  | 4  | 305             | 0     | 0           | 2                  | 0                             | 0              |
| 6   | Centrocampista | Hwang In-beom   | 4  | 335             | 0     | 0           | 0                  | 0                             | 0              |
| 7   | Delantero      | Son Heung-min   | 4  | 360             | 0     | 1           | 0                  | 0                             | 0              |
| 8   | Centrocampista | Paik Seung-ho   | 1  | 25              | 1     | 0           | 0                  | 0                             | 0              |
| 9   | Delantero      | Cho Gue-sung    | 4  | 286             | 2     | 0           | 1                  | 0                             | 0              |
| 10  | Centrocampista | Lee Jae-sung    | 3  | 214             | 0     | 0           | 0                  | 0                             | 0              |
| 11  | Delantero      | Hwang Hee-chan  | 2  | 114             | 1     | 0           | 1                  | 0                             | 0              |
| 13  | Centrocampista | Son Jun-ho      | 3  | 69              | 0     | 0           | 0                  | 0                             | 0              |
| 14  | Defensa        | Hong Chul       | 1  | 44              | 0     | 0           | 0                  | 0                             | 0              |
| 15  | Defensa        | Kim Moon-hwan   | 4  | 360             | 0     | 0           | 0                  | 0                             | 0              |
| 16  | Delantero      | Hwang Ui-jo     | 4  | 104             | 0     | 0           | 0                  | 0                             | 0              |
| 17  | Centrocampista | Na Sang-ho      | 2  | 119             | 0     | 0           | 0                  | 0                             | 0              |
| 18  | Centrocampista | Lee Kang-in     | 4  | 145             | 0     | 1           | 1                  | 0                             | 0              |
| 19  | Defensa        | Kim Young-gwon  | 4  | 351             | 1     | 0           | 1                  | 0                             | 0              |
| 20  | Defensa        | Kwon Kyung-won  | 2  | 90              | 0     | 0           | 0                  | 0                             | 0              |
| 22  | Centrocampista | Kwon Chang-hoon | 1  | 57              | 0     | 0           | 0                  | 0                             | 0              |
| 23  | Defensa        | Kim Tae-hwan    | 0  | 0               | 0     | 0           | 0                  | 0                             | 0              |
| 24  | Defensa        | Cho Yu-min      | 1  | 0               | 0     | 0           | 0                  | 0                             | 0              |
| 25  | Centrocampista | Jeong Woo-yeong | 1  | 46              | 0     | 0           | 0                  | 0                             | 0              |
| 26  | Centrocampista | Song Min-kyu    | 0  | 0               | 0     | 0           | 0                  | 0                             | 0              |

### Goleadores
| N.°   | Jugador        | Anotado | PJ | Prom. | Jugada | Cabeza | TL | Penal |
| ----- | -------------- | ------- | -- | ----- | ------ | ------ | -- | ----- |
| 1     | Cho Gue-sung   | 2       | 4  | 0.5   | 0      | 2      | 0  | 0     |
| 2     | Paik Seung-ho  | 1       | 1  | 1     | 1      | 0      | 0  | 0     |
| 3     | Hwang Hee-chan | 1       | 2  | 0.5   | 1      | 0      | 0  | 0     |
| 4     | Kim Young-gwon | 1       | 4  | 0.25  | 1      | 0      | 0  | 0     |
| Total | Total          | 5       | 4  | 1.25  | 3      | 2      | 0  | 0     |

### Asistencias
| N.°   | Jugador       | Asistencia | Jugada | Cabeza | TL | SdE |
| ----- | ------------- | ---------- | ------ | ------ | -- | --- |
| 1     | Lee Kang-in   | 1          | 1      | 0      | 0  | 0   |
| 2     | Kim Jin-su    | 1          | 1      | 0      | 0  | 0   |
| 3     | Son Heung-min | 1          | 1      | 0      | 0  | 0   |
| Total | Total         | 3          | 3      | 0      | 0  | 0   |

### Tarjetas disciplinarias
| N.°   | Jugador        | Amonestado | Otorgado · Expulsado | Expulsado | Sanción |
| ----- | -------------- | ---------- | -------------------- | --------- | ------- |
| 1     | Jung Woo-young | 2          | 0                    | 0         |         |
| 2     | Cho Gue-sung   | 1          | 0                    | 0         |         |
| 3     | Kim Young-gwon | 1          | 0                    | 0         |         |
| 4     | Lee Kang-in    | 1          | 0                    | 0         |         |
| 5     | Hwang Hee-chan | 1          | 0                    | 0         |         |
| Total | Total          | 6          | 0                    | 0         |         |